# Campyloneura virgula

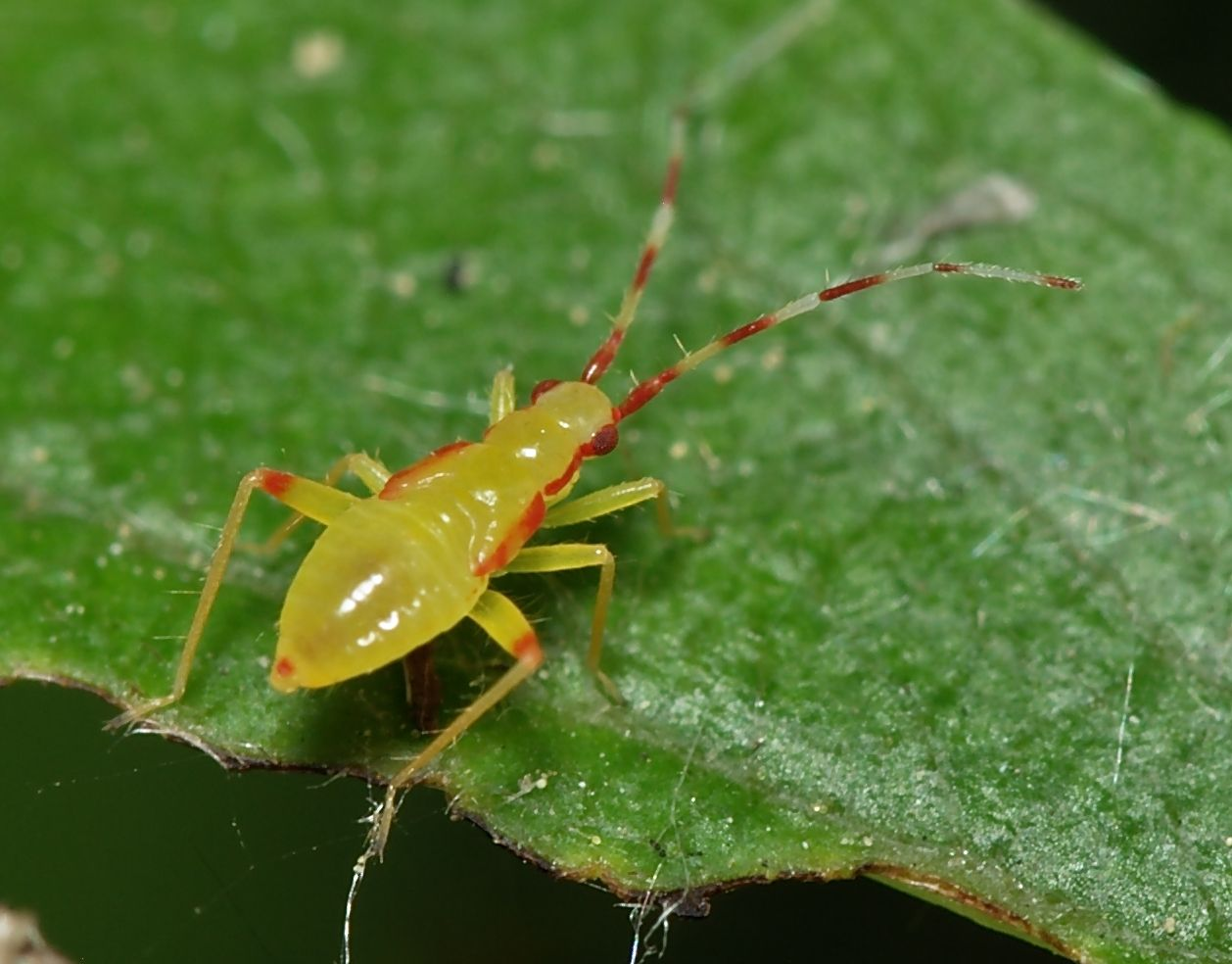
Nymphe

Campyloneura virgula, auch Jungfräuliche Weichwanze genannt, ist eine Wanzenart aus der Familie der Weichwanzen (Miridae). Da bisher kaum Männchen gefunden wurden, wird vermutet, dass sich die Art parthenogenetisch fortpflanzt. Das Artepitheton virgula (von lateinisch virgo „Jungfrau“) verweist darauf. Die wenigen bisher gefundenen Männchen wiesen verkümmerte Genitalien auf und waren nicht fortpflanzungsfähig. Fertile Männchen sollen jedoch in Nordafrika auftreten.

## Merkmale
Die Wanzen werden 3,9 bis 4,7 Millimeter lang. Sie sind charakteristisch mit gelben und braunen Flecken gefärbt und haben insbesondere einen kräftig gelb gefärbten Cuneus auf den Hemielytren, der eine dunkelrote Spitze trägt. Ihre Fühler sind sehr lang. Die Nymphen sind gelb und haben rot und weiß gestreifte Fühler sowie rote Streifen an den Seiten des Pronotums. Die Art hat Ähnlichkeit mit Cyllecoris histrionius und Tupiocoris rhododendri.

## Vorkommen und Lebensraum
Die Art ist vom Süden Skandinaviens über weite Teile Europas bis nach Nordafrika und östlich über Kleinasien und die Ukraine bis in den Kaukasus verbreitet. Sie wurde durch den Menschen nach Nordamerika eingeschleppt. In Deutschland und Österreich ist sie weit verbreitet und vielerorts nicht selten.

## Lebensweise
Die Wanzen leben an verschiedenen Laubbäumen, wie etwa Linden (Tilia), Haseln (Corylus), Erlen (Alnus), Weißdornen (Crataegus), Hainbuchen (Carpinus) und verschiedenen Obstbäumen, besonders aber an Gemeiner Esche (Fraxinus excelsior). Sowohl die adulten Wanzen als auch die Nymphen ernähren sich überwiegend räuberisch von den Larven von Blattflöhen der Gattung Psyllopsis, Blattläusen, Milben und anderen kleinen Wirbellosen. Sie saugen auch an Honigtau. Anekdotisch wird davon berichtet, dass Campyloneura virgula, wie andere Weichwanzen auch, Menschen gestochen hat. Die Überwinterung erfolgt im Ei. Die Nymphen schlüpfen im Mai und Juni, die adulten Wanzen treten von Juni bis September, selten auch bis Mitte Oktober auf.

## Belege